# Tesla (Einheit)
Das Tesla (T) ist die SI-Einheit der magnetischen Flussdichte. Die Einheit wurde im Jahr 1960 auf der 11. Generalkonferenz für Maß und Gewicht (CGPM) in Paris nach Nikola Tesla benannt.

## Definition
Eine Ladung von 1 Coulomb, die sich senkrecht zu einem Magnetfeld von 1 Tesla mit einer Geschwindigkeit von 1 Meter pro Sekunde bewegt, wird mit einer Kraft von 1 Newton abgelenkt.
Es gelten die Beziehungen:
{\displaystyle \mathrm {1\,T=1\,{\frac {V\cdot s}{m^{2}}}=1\,{\frac {Wb}{m^{2}}}=1\,{\frac {kg}{A\cdot s^{2}}}} }

## Beziehung zu CGS-Einheiten
Im gaußschen CGS-Einheitensystem, das vor allem noch in der theoretischen Physik verwendet wird, ist die entsprechende Einheit das Gauss (Gs oder G):
{\displaystyle \mathrm {1\,Gs\,\,{\mathrel {\widehat {=}}}\,\,10^{-4}\,T} }
Aufgrund der unterschiedlichen Größensysteme ist der Unterschied zwischen beiden Einheiten allerdings nicht einfach nur ein Faktor (daher das  Zeichen ≙).
Die Geophysik benutzte auch die Einheit Gamma (γ):
{\displaystyle \mathrm {1\,\gamma \,\,\mathrel {\widehat {=}} \,\,10^{-9}\,T=1\,nT} }